# Томас Г:сон
Томас Густафссон (швед. Thomas Gustafsson), более известный как Томас Г:сон или Томас Джи:сон (швед. Thomas G:son, родился 25 февраля 1968 в Шёвде) — шведский музыкант и композитор, известный как автор 69 песен, участвовавших в национальных отборах стран-участниц музыкального конкурса «Евровидение», из которых 12 участвовали в самом конкурсе. Высшим достижением Томаса Г:сона на Евровидении является победа его песни «Euphoria», написанной для шведской певицы Лорин и исполненной ею на конкурсе 2012 года в Баку. Также Г:сон выступает в своей рок-группе Masquerade как гитарист.

## Песни Г:сона на Евровидении
| Год  | Страна   | Песня                    | Исполнитель                            | Соавторы                                                     | Финал | Очки | Полуфинал | Очки |
| ---- | -------- | ------------------------ | -------------------------------------- | ------------------------------------------------------------ | ----- | ---- | --------- | ---- |
| 2001 | Швеция   | Listen to Your Heartbeat | Friends                                | Хенрик Сетссон                                               | 5     | 100  | н/д       | н/д  |
| 2006 | Швеция   | Invincible               | Карола                                 | Бобби Юнггрен, Хенрик Викстрём, Карола                       | 5     | 170  | 4         | 214  |
| 2007 | Норвегия | Ven a bailar conmigo     | Гури Шанке                             | нет                                                          | н/д   | 18   | 48        |      |
| 2007 | Испания  | I Love You Mi Vida       | D'NASH                                 | Андреас Рикстранд, Тони Санчес-Ольссон, Ребека Пус дель Торо | 20    | 43   | н/д       | н/д  |
| 2010 | Дания    | In a Moment Like This    | Кристина Шани и Томас Невергрин        | Хенрик Сетссон, Эрик Бернхольм                               | 4     | 149  | 5         | 101  |
| 2012 | Испания  | Quédate conmigo          | Пастора Солер                          | Тони Санчес-Ольссон, Эрик Бернхольм                          | 10    | 97   | н/д       | н/д  |
| 2012 | Швеция   | Euphoria                 | Лорин                                  | Петер Бострём                                                | 1     | 372  | 1         | 181  |
| 2013 | Грузия   | Waterfall                | Софо Геловани и Нодико Татишвили       | Эрик Бернхольм                                               | 15    | 50   | 10        | 63   |
| 2015 | Испания  | Amanecer                 | Эдурне                                 | Петер Бострём, Тони Санчес-Ольссон                           | 21    | 15   | н/д       | н/д  |
| 2015 | Грузия   | Warrior                  | Нина Сублатти                          | Нина Сублатти                                                | 11    | 51   | 4         | 98   |
| 2016 | Кипр     | Alter Ego                | Minus One                              | Minus One                                                    | 21    | 96   | 8         | 164  |
| 2016 | Грузия   | Midnight Gold            | Nika Kocharov & Young Georgian Lolitaz | Коте Каландадзе                                              | 20    | 104  | 9         | 123  |
| 2017 | Кипр     | Gravity                  | Овиг                                   | нет                                                          | 21    | 68   | 5         | 164  |
| 2018 | Мальта   | Taboo                    | Кристабель                             | Джонни Санчес, Кристабель, Muxu                              | 13    | 101  | н/д       | н/д  |
| 2020 | Франция  | The Best in Me           | Том Лееб                               |                                                              |       |      |           |      |

## Песни Томаса Г:сона на детском Евровидении
| Год  | Страна | Песня            | Исполнитель     | Соавторы                               | Место | Очки |
| ---- | ------ | ---------------- | --------------- | -------------------------------------- | ----- | ---- |
| 2010 | Швеция | Allt jag vill ha | Йусефин Риделль | Араш, Роберт Ульманн, Йохан Бейерхольм | 11    | 48   |
| 2014 | Швеция | Du är inte ensam | Юлия Чедхаммар  | Юлия Чедхаммар                         | 13    | 28   |

## Песни Г:сона на национальных отборах

### Швеция
Песни участвуют в национальном отборе Melodifestivalen.
- Natten är min vän — Клео Нильссон (1999, 8-е место)
- Lyssna till ditt hjärta[5] — Friends (2001, 1-е место, 5-е место на Евровидении)
- Vem é dé du vill ha? — Кикки, Лотта и Беттан (2002, 3-е место)
- Ingenting är större än vi — Arvingarna (2002, 6-е место в полуфинале)
- Världen utanför м Barbados (2002, 4-е место)
- What Difference Does It Make? — Poets (2002, 3-е место в полуфинале)
- Hela världen för mig — Санна Нильсен (2003, 5-е место)
- C'est la vie — Анн-Луиз Хансон, Това Карсон и Сив Мальмквист (2004, 10-е место)
- Tango Tango — Петра Нильсен (2004, 4-е место)
- Säg att du har ångrat dig — Анне-Ли Рюде (2004, 4-е место в полуфинале)
- Långt bortom tid och rum — Матиас Хольмгрен (2005, 4-е место в полуфинале)
- As If Tomorrow Will Never Come — Katrina & The Nameless (2005, 3-е место в полуфинале)
- Så nära — Анне-Ли Рюде (2005, 5-е место в полуфинале)
- Evighet[6] — Карола (2006, 1-е место, 5-е место на Евровидении)
- Ge mig en kaka till kaffet — Östen med Resten (2006, 6-е место в полуфинале)
- Idag & imorgon — Кикки Даниэльссон (2006, 10-е место)
- Innan natten är över — Afro-Dite (2006, 6-е место в полуфинале)
- When Loves Coming Back Again — Джессика Фолкер (2006, 7-е место в полуфинале)
- Silverland — Роджер Понтаре (2006, 4-е место в полуфинале)
- Amanda — Джимми Янссон (2007, утешительный раунд)
- Samba Sambero — Анна Боок (2007, 9-е место)
- Här för mig själv — Майя Гулльстранд (2009, 8-е место в полуфинале)
- Du vinner över mig — Микаэль Рикфорс (2009, 5-е место в полуфинале)
- Show Me Heaven — Lili & Susie (2009, утешительный раунд)
- Thursdays — Lovestoned (2010, 6-е место в полуфинале)
- I'm In Love — Санна Нильсен (2011, 4-е место)
- E det fel på mej — Линда Бенгтцинг (2011, 7-е место)
- Something In Your Eyes — Дженни Сильвер (2011, утешительный раунд)
- Run — Андерс Фернетте (2011, 8-е место в полуфинале)
- Euphoria — Лорин (2012, 1-е место, победа на Евровидении)
- Jag reser mig igen — Торстен Флинк и Revolutionsorkestern (2012, 8-е место)
- Land of Broken Dreams — Dynazty (2012, первый утешительный раунд)
- On Top of the World — Swedish House Wives (2013, 6-е место в полуфинале)
- Alibi — Эдди Разаз (2013, 6-е место в полуфинале)
- In and Out of Love — Мартин Ролински (2013, утешительный раунд)
- Trivialitet — Сильвия Вретхаммар (2013, 7-е место в полуфинале)
- Tell the World I'm Here — Ульрик Мунтер (2013, 3-е место в полуфинале)
- Hela natten — Юзеф Юханссон (2014, 7-е место в полуфинале)
- Love Trigger — JEM (2014, 6-е место в утешительном раунде)
- If I Was God For One Day — Neverstore (2015, 5-е место в полуфинале)
- Möt mig i Gamla stan — Магнус Карлссон (2015, 9-е место)
- Bring Out the Fire — Андреас Вайзе (2015, утешительный раунд)
- För din Skull — Калле Юханссон (2015, 6-е место в полуфинале)
- Rollercoaster — Dolly Style (2016, утешительный раунд)
- Himmel och hav — Роджер Понтаре (2017)
- A Million Years — Мариэтте (2017)
- One More Night — Дина На (2017)
- Wild Child — Эйс Уайлдер (2017)

### Норвегия
Песни участвуют в национальном отборе Melodi Grand Prix.
- Din hånd i min hånd — Кикки, Лотта и Беттан (2003, 4-е место)
- Anyway you want it — Ингвильд Педерсен (2003, 8-е место)
- Absolutely Fabulous — Queentastic (2006, 3-е место)
- Ven a bailar conmigo — Гури Шанке (2007, 1-е место, 18-е в полуфинале Евровидения)
- Rocket Ride — Яннике Абрахамсен (2007, 2-е место)
- High on Love — Рейдун Сетер (2012, не прошла в финал)

### Дания
Песни участвуют в национальном отборе Dansk Melodi Grand Prix.
- In a Moment Like This — Кристина Шани и Томас Невергрин (2010, 1-е место, 4-е место на Евровидении)
- Let Your Heart Be Mine — Йенни Берггрен (2011, не прошла в финал)
- 25 Hours a Day — Le Freak (2011, 4-е место)
- We Own The Universe — Daze (2013, не прошла в финал)
- Mi Amore — Tina & René (2015[7], 7-е место)

### Финляндия
Песни участвуют в национальном отборе Euroviisut.
- Who Cares About A Broken Heart? — Йоханна (2002, 5-е место)
- Say You Will, Say You Won't — Рессу (2002, 4-е место)
- I Can't Stop Loving You — Кирси Ранто (2004, 10-е место в полуфинале)
- Till The End Of Time by Арья Корисева (2004, 10-е место)

### Латвия
Песни участвуют в национальном отборе Eirodziesma.
- Heaven In Your Eyes — Элина Фурмане (2006, 8-е место)

### Румыния
Песни участвуют в национальном отборе Selecţia Naţională.
- Lovestruck — Indiggo (2007, дисквалифицирована)[8]

### Польша
Песни участвуют в национальном отборе Piosenka dla Europy.
- Viva la musica — Man Meadow (2008, 3-е место)
- Love Is Gonna Get You — Man Meadow (2009, 3-е место)

### Бельгия
Песни участвуют в национальном отборе Eurosong.
- Addicted to you — Таня Декстерс («2006», полуфинал)

### Испания
- I am as I am — Аркаиц (2007, не вышла в финал)
- I love you mi vida — D'NASH (2007, 1-е место, 20-е место на Евровидении)
- Todo está en tu mente — Кораль Сеговия (2008, 2-е место)
- Piénsame — Анаэль (2008, не вышла в финал)
- Te prefiero — Бальтанас (2008, не вышла в финал)
- Nada es comparable a ti — Мирела (2009, 4-е место)
- Amor radical — Ребека (2009, не вышла в финал)
- Perfecta — Venus (2010, 4-е место)
- Recuérdame — Samuel & Patricia (2010, 5-е место)
- En una vida — Кораль Сеговия (2010, 2-е место)
- Beautiful Life — Хосе Галистео (2010, 7-е место)
- Abrázame — Лусия Перес (2011, 2-е место)
- Quédate Conmigo — Пастора Солер (2012, 1-е место, 10-е место на Евровидении)
- Más (Run) — Brequette (2014, 2-е место)

### Мальта
- Ultraviolet — Джессика Мускат (2013, 8-е место)

## Скандалы
В 2001 году Томас Г:сон был обвинён в плагиате песни «Listen To Your Heartbeat» для шведской группы Friends. Было сообщено, что песню скопировали с песни «Liefde is een kaartspel» представителей Бельгии на «Евровидении-1996». Томас Г:сон и Хенрик Сетссон, поначалу отвергавшие все обвинения, вынуждены были выплатить бельгийским авторам денежную компенсацию под угрозой привлечения SABAM (Бельгийской ассоциации авторов, композиторов и издателей).